# Suhuf Ibrahim
De Suhuf Ibrahim of de Boekrollen van Ibrahim (Arabisch: صحف ابراهيم) worden samen gezien als een van de openbaringsboeken binnen de islam waar in de Koran met respect over gesproken wordt. Het geloof in de Koran en de Boeken als Boeken Gods is een van de zuilen van geloof. Dit betekent niet automatisch dat moslims de huidige teksten van deze Boeken voor waarheid aannemen. De Boekrollen van Ibrahim (Abraham) werden door God aan de profeet en boodschapper Ibrahim geopenbaard zijn en worden als verloren beschouwd.
Soera De Allerhoogste verzen 18 en 19 en Soera De Ster verzen 36 en 37 (beide Mekkaanse soera's) maken melding van de eerder geopenbaarde wetten en geschriften van Musa (Mozes) en Ibrahim. Er zijn theorieën die aangeven dat de genoemde verzen een verwijzing is naar Sefer Jetzira.